# Mayura Hoshitsuki
Mayura Hoshitsuki ou Mayura Hoshizuki (星月 まゆら, Hoshitsuki Mayura) est une actrice japonaise du film pornographique qui a obtenu de nombreuses récompenses pour son travail dans ladite industrie. Elle est une idole de la vidéo pour adultes.

## Biographie
Mayura Hoshitsuki ou encore Mayura Hoshizuki (星月まゆら, Hoshitsuki Mayura) est née le 2 octobre 1982 à Tokyo, Japon. Elle débute dans la profession en 2002. Elle est âgée de 20 ans et tourne peu à cette époque. Sa carrière n'explose réellement qu'en 2004. À ce jour, son nom apparaît dans 164 titres de vidéos sur Amazon.jp[Quand ?]. Hoshitsuki a tourné la plupart des genres composant la vidéo pornographique japonaise : bukkake, nudité en public (souvent tourné dans les rues au milieu de passants), bondage sexuel, viols simulés, sadomasochisme (BDSM) et cosplay En raison de sa petite taille et de son aspect très jeune, elle a interprété un certain nombre de rôles de lycéenne et de lolita.
Bien qu'elle réalise sa première vidéo en 2004 pour les studios Dogma avec le réalisateur TOHJIRO (Confinement Chair Trance), elle n'obtiendra un contrat avec cette firme qu'en 2006. Elle travaille maintenant essentiellement pour Dogma qui est connu pour ses productions extrêmes impliquant un fétichisme sexuel bizarre et des scènes de fellations forcées.Hoshitsuki a tourné plusieurs vidéos de fétichisme sexuel extrême pour Dogma. Le film Lolita Sperm Lesbians de 2006 comporte 132 éjaculations et pour celle de 2008 intitulée Vomit Lesbian Drug, le réalisateur TOHJIRO lui décerne, à égalité avec sa partenaire, la médaille du « fétichisme concernant les vomissements » en disant: « personne ne peut réaliser de meilleurs vomissements pornographiques que celles-ci,».
Hoshitsuki a également participé à des scènes axées sur la lactation au cours de deux vidéos parues au début de 2008: Ero Pop Girl et Soft And Dirty - Mayura’s Wank Navigator. Au cours d'une autre production intitulée (10 Year Special Lessons In Secret Technique Men’s Bible Vol. 1, l'actrice se fait donner une leçon de Schiofuki par l'acteur Taka Kato, connu pour obtenir des éjaculations de ses partenaires avec son seul doigté. L'actrice est entourée de Hotaru Akane (réputée dans l'industrie du film pornographique pour ses éjaculations féminines et ses orgasmes impressionnants), Ryo Akanishi, Marin Izumi et Yuu Tsuyuno. Elle a été la vedette d'un spectacle live de SM-Night (Nuit SadoMasochiste avec d'autres actrices des studios Dogma. Hoshitsuki est connue auprès de ses 200 fans pour diriger le groupe de M du réalisateur TOHJIRO, (M pour Femmes Masochistes: Les Femmes Masochistes du réalisateur TOHJIRO) chez Dogma,.
En 2006, à l'occasion des seconds D-1 Climax Awards, Hoshitsuki se voit décerner le prix de la meilleure actrice, l'Erotic Cinderella (エロシンデレラ) (Cendrillon Érotique), aux côtés de Chihiro Hasegawa et de Maki Tomoda.
La vidéo M Drug - Female Meat Toilet - Mayura Hoshitsuki, parue en 2005 gagne le Grand Prix du 1er D-1 Climax Awards de 2005. Une autre de ses vidéos Dream School 10, tournée en compagnie de 7 autres actrices, est le premier des films de Moodyz présentés au concours AV Open de 2006.
« Devant se reposer sur prescription médicale», Hoshitsuki ne travaille pas durant 4 mois en 2006-2007. Depuis lors, elle limite ses tournages. Elle réalise sa première vidéo non censurée (celles dans lesquelles les organes génitaux pubiens ne sont pas masqués par une pixellisation comme l'exige la censure dans la plupart des réalisations pornographiques japonaises) au mois de Mars 2008.
Hoshitsuki est une blogueuse invétérée. Son blog, créé au mois d'Avril 2005, traite franchement de sa vie privée et de ses problèmes de santé. L'actrice aime beaucoup les animaux: chiens, chats, chevaux, tortues et jusqu'aux serpents. Elle publie fréquemment des photos de ses bêtes sur son blog.

## Filmographie (partielle)
Filmographie extraite des sites suivants:
- « Mayura Hoshitsuki (Filmography », Urabon Navigator) (consulté le 15 septembre 2008);
- (en + ja) « Dogma - Mayura Hoshitsuki Filmography », www.dogma.co.jp consulté le=15 septembre 2008;
- (ja) « DMM Online Catalog - Mayura Hoshitsuki », www.dmm.co.jp (consulté le 15 septembre 2008).

| Titre du film | Producteur Numéro d'identification (ID) | Réalisateur        | Parution          | Notes |
| Pure in Heart Mayura ピュアinハート MAYURA                                                                               | Venus VA-31                             | Yukihiko Shimamura | 27 août 2002      | Début(Première vidéo)                                                                                                   |
| Hi-School Girl Confinement & Rape in Turn 43 女子校生監禁凌辱 鬼畜輪姦43                                                 | Attackers Shark SHK-181                 |                    | 8 mai 2003        | |
| Snake Bondage Madness 蛇縛の発狂飼育                                                                                     | Attackers JBD-068                       | Koshu Kaizan       | 8 août 2003       | |
| Petite Exposure Disc.2 プチ裸出 Disc.2                                                                                   | Natural High NHDT-031                   | Yoshino Ganja      | 18 décembre 2003  | |
| Peeing Girl 小便少女 | Natural High NHDT-037                   |                    | 22 janvier 2004   | |
| Mydol Semen Vol. 2 マイドル・ザーメン                                                                                    | SOD TZD-002                             |                    | 20 février 2004   | |
| Confinement Chair Trance Mayura Hoshitsuki 拘束椅子トランス                                                              | Dogma DDT-095                           | TOHJIRO            | 10 juillet 2004   | |
| Onanie Poisoning Girl オナニー中毒少女                                                                                   | Dogma DDQ-006                           | Kyuta Tsukumo      | 10 octobre 2004   | |
| Burusera Bukkake Semen ブルセラぶっかけザーメン                                                                          | IEnergy IE-155                          |                    | 4 novembre 2004   | Avec Sakura Sakurada, Monburan, Yui Kayama et Mai Haruna                                                                |
| Crazy Time to Breeding of Lolita ロリータ飼育狂時代3                                                                     | GloryQuest YBD-03                       |                    | 23 avril 2005     | |
| White Semen Bukakke again 白い性欲 星月まゆら                                                                            | Dogma DDT-111                           | TOHJIRO            | 8 février 2005    | |
| I Wanna Be Raped By My Sisters 妹たちに犯されたい…。                                                                     | Dogma DDN-139                           | Nimura Hitoshi     | 15 mai 2005       | Saphisme Avec Chihiro Hasegawa et Yuka Satsuki                                                                          |
| M Drug - Female Meat Toilet - Mayura Hoshitsuki Mドラッグ 女体肉便器・連続強制フェラ・生中出し                           | Dogma D1-009                            | TOHJIRO            | 15 septembre 2005 | |
| Limitless Inside Shot 4 無制限生中出し 4                                                                                 | SOD DVUMA-113                           | Yuji Kitano        | 22 septembre 2005 | |
| Immoral Angel インモラル天使                                                                                             | CineMagic VS-791                        | Mito Wakatsuki     | 23 décembre 2005  | |
| Loving Semen-Drinking 愛あるゴックン                                                                                     | Waap DRD-073                            |                    | 15 janvier 2006   | |
| Shameless Lewd High-School Girls ハレン痴女子高生                                                                        | Premium PXD-001                         | KENGO              | 7 mars 2006       | Avec Hotaru Akane & Yuka Satsuki                                                                                        |
| Bound M Actress Collection Vol.3 縄・Ｍ女優 コレクション Ｖｏｌ．３                                                      | Dogma COT-003                           | TOHJIRO            | 15 mars 2006      | |
| Les-noir 2 レズノアール 2                                                                                                | Attackers ATID-080                      | Yui Koike          | 7 avril 2006      | Saphisme Avec Sakura Sakurada, Ruka Uehara & Miyu Otohime                                                               |
| Dolls | Dream Ticket GHD-013                    |                    | 29 avril 2006     | |
| Dream School 10 ドリーム学園10 完全版                                                                                    | Moodyz Value MIVD-005 / OPEN-0614       |                    | 1er mai 2006      | Concours AV Open 2006 Avec Rino Kamiya, Nao, Chihiro Hasegawa, Mikan Tokonatsu, Ren Hitomi, Miyu Sugiura & Hotaru Akane |
| The Slave Island - Episode 3 奴隷島3 第三章 四女・晴香の屈服                                                             | Attackers RBD-051                       | Kenzo Nagira       | 7 mai 2006        | Avec Miyuki Kobayashi, Miki Eguchi, Yun Mayuki et Maya                                                                  |
| Rope Lesbian Triangle 縄・トライアングル レズビアン                                                                      | Dogma COT-004                           | TOHJIRO            | 2 septembre 2006  | Lesbian Avec Kurumi Morishita et Shuri Himesaki                                                                         |
| Fan Thanksgiving Day ファン感謝DAY                                                                                       | Dogma DDT-150                           | TOHJIRO            | 19 octobre 2006   | |
| Anal Trance DX アナルトランスDX                                                                                          | Dogma DDT-131                           | TOHJIRO            | 19 novembre 2006  | |
| Lolita Sperm Lesbian ロリスペレズ 星月まゆら 長谷川ちひろ                                                                | Dogma DDT-154                           | TOHJIRO            | 19 décembre 2006  | En partenariat avec Chihiro Hasegawa                                                                                    |
| Gal's SM 女の子のSM りことまゆら 立花里子 星月まゆら                                                                     | Attackers RBD-066                       | Eiji Koga          | 7 janvier 2007    | En partenariat avec Riko Tachibana                                                                                      |
| Underarm Hair Drug - The Dream Of A Girl With Underarm Hair ワキ毛・ドラッグ~ワキ毛少女の見る夢~ 星月まゆら              | Dogma DDT-166                           | TOHJIRO            | 19 avril 2007     | |
| The Rope - 7 M Women 縄・7人のM女                                                                                        | Dogma COT-009                           | TOHJIRO            | 19 juin 2007      | Avec Hine Otsuka, Marin Izumi, Maki Tomoda, Yuria Hidaka, Chihiro Hasegawa et Akane Mochida                             |
| Vomit Lesbian Drug ゲボレズ・ドラッグ                                                                                    | Dogma COT-010                           | TOHJIRO            | 19 août 2007      | Saphisme En partenariat avec Mochida Akane                                                                              |
| Soft And Dirty - Mayura’s Wank Navigator ソフトでいやらしいまゆらのオナニーナビゲーター 星月まゆら                       | Dogma DDT-172                           | TOHJIRO            | 19 janvier 2008   | |
| Ero Pop Girl ERO POP GIRL ベロチュパ・レズ                                                                               | Dogma DDT-174                           | TOHJIRO            | 19 février 2008   | Saphisme En partenariat avec Ryo Matsushima                                                                             |
| Top Idol Vol. 1 | Wonder Family PF-001                    |                    | 27 mars 2008      | Non censuré |
| Double Underarm Hair Lesbian Fisting Drug Ｗワキ毛・レズフィスト・ドラッグ                                               | Dogma DDT-183                           | TOHJIRO            | 19 mai 2008       | Saphisme En partenariat avec Maki Tomoda                                                                                |
| 10 Year Special Lessons In Secret Technique Men’s Bible Vol. 1 あれから10年 秘技伝授 男のバイブル[完全潮吹き入門] Vol. 1 | Dogma DDT-185                           | TOHJIRO            | 19 juin 2008      | Avec Hotaru Akane, Ryo Akanishi, Marin Izumi et Yuu Tsuyuno                                                             |
| 10 Year Special Lessons In Secret Technique Men's Bible Vol. 2 あれから10年 秘技伝授 男のバイブルVOL.2                   | Dogma DDT-188                           | TOHJIRO            | 19 juillet 2008   | Avec Marin Izumi, Yuu Tsuyuno, Ryou Natsume et Akane Mochida                                                            |
| Vomit Enema Ecstasy X ゲロ浣腸エクスタシー X                                                                             | Dogma AVGL-130                          | TOHJIRO            | 22 novembre 2008  | En partenariat avec Yuuka Osawa Vidéo présentée par Dogma au concours de l'AV Grand Prix en 2009                        |